# Clyde (Califòrnia)
Clyde és una concentració de població designada pel cens dels Estats Units a l'estat de Califòrnia. Segons el cens del 2000 tenia 694 habitants.

## Demografia
Segons el cens del 2000, Clyde tenia 694 habitants, 267 habitatges, i 174 famílies. La densitat de població era de 1.914 habitants per km².
Dels 267 habitatges en un 36,7% hi vivien nens de menys de 18 anys, en un 52,1% hi vivien parelles casades, en un 10,1% dones solteres, i en un 34,5% no eren unitats familiars. En el 25,1% dels habitatges hi vivien persones soles el 5,2% de les quals corresponia a persones de 65 anys o més que vivien soles. El nombre mitjà de persones vivint en cada habitatge era de 2,6 i el nombre mitjà de persones que vivien en cada família era de 3,14.
Per edats la població es repartia de la següent manera: un 26,8% tenia menys de 18 anys, un 5,6% entre 18 i 24, un 37,6% entre 25 i 44, un 24,1% de 45 a 60 i un 5,9% 65 anys o més.
L'edat mediana era de 37 anys. Per cada 100 dones de 18 o més anys hi havia 93,9 homes.
La renda mediana per habitatge era de 66.875 $ i la renda mediana per família de 80.137 $. Els homes tenien una renda mediana de 51.786 $ mentre que les dones 41.250 $. La renda per capita de la població era de 30.822 $. Cap de les famílies i l'1,9% de la població estaven per davall del llindar de pobresa.

## Poblacions properes
El següent diagrama mostra les poblacions més properes.